# Pierre Lambert de la Motte

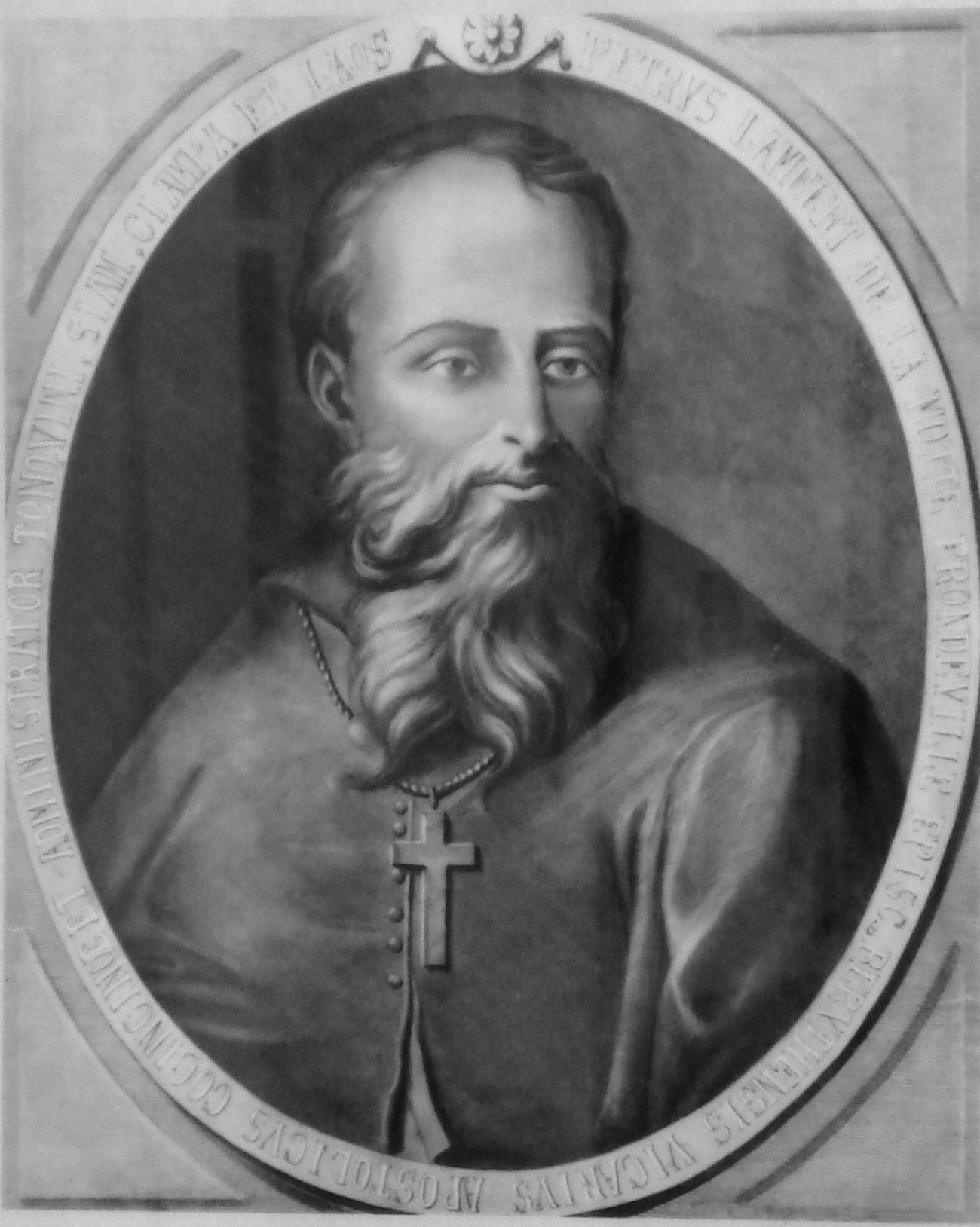
Monseñor Lambert de la Motte (1624 - 1679).

Pierre Lambert de la Motte, MEP (16 de enero de 1624 - 15 de enero de 1679) fue un obispo francés. Fue miembro fundador de la Sociedad de las Misiones Extranjeras de París y se convirtió en misionero en Asia.

## Vida
Lambert de la Motte nació el 16 de enero de 1624 en La Boissière, Calvados. Fue ordenado sacerdote el 27 de diciembre de 1655 y fue reclutado por Alexandre de Rhodes, SJ como voluntario del clero secular para ser misionero en Asia, junto con François Pallu e Ignace Cotolendi. Estos fueron enviados al Lejano Oriente como vicarios apostólicos.
En 1658 Pierre Lambert de la Motte fue nombrado obispo titular de Beirut, y vicario apostólico de la Cochinchina. Los tres obispos dejaron Francia (1660 - 1662) para ir a sus respectivas misiones, y cruzaron Persia y la India a pie, ya que Portugal se había negado a realizar el Padroado a los misioneros por barco, y los neerlandeses y británicos se negaron a llevar a los misioneros católicos.
Monseñor Lambert dejó Marsella el 26 de noviembre de 1660 acompañado de los Padres De Bourges y Deydier, y llegó a Mergui en Siam 18 meses después. Monseñor Pallu se unió al Monseñor Lambert en la capital de Siam, Ayutthaya, después de 24 meses por tierra, pero Monseñor Cotolendi murió a su llegada a la India el 6 de agosto de 1662. Siam se convirtió así en el primer país en recibir los esfuerzos de evangelización de la Sociedad de las Misiones Extranjeras de París, seguida 40 años después en la Cochinchina, Tonkín y partes de la China.

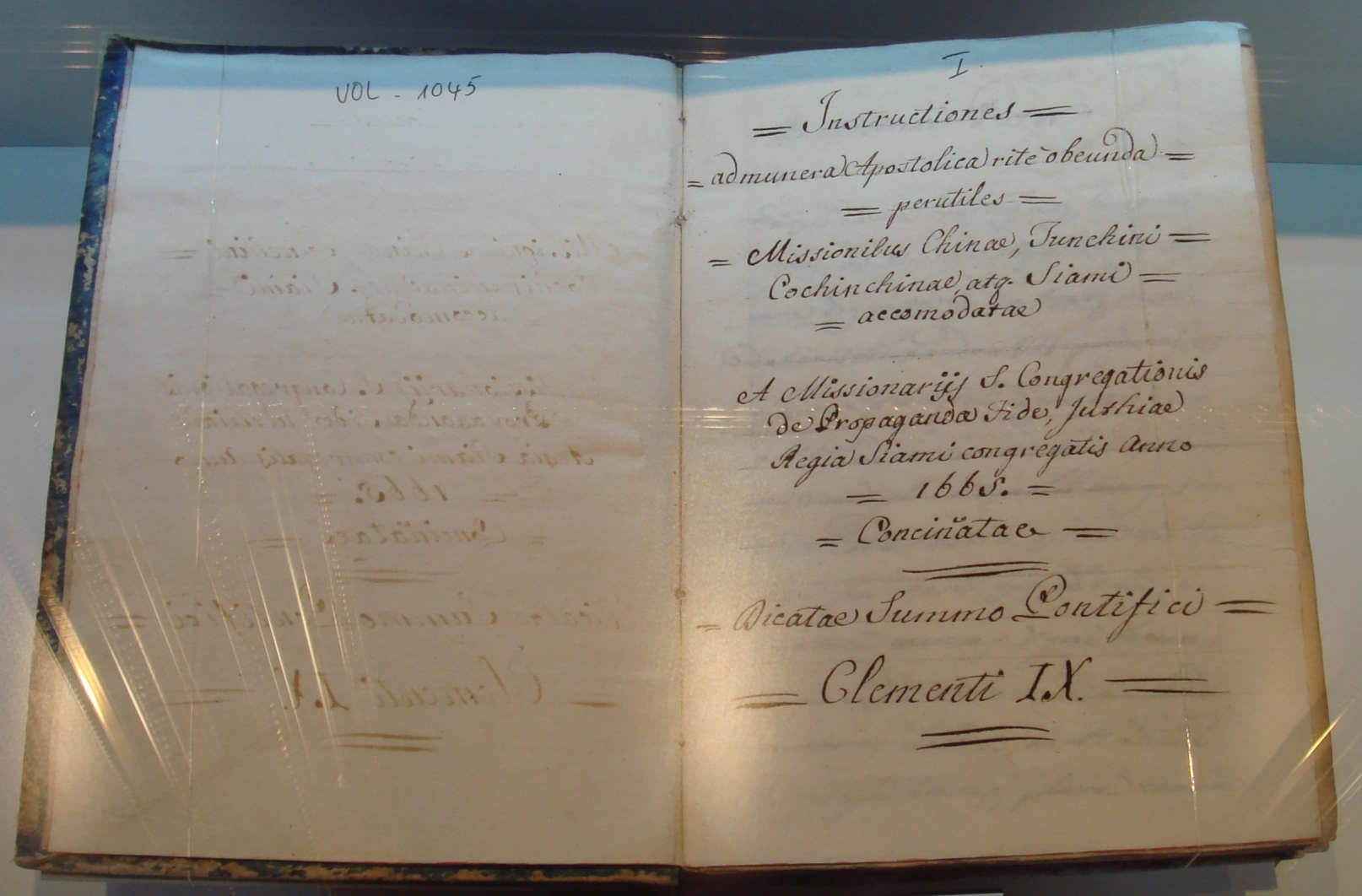
Las Instrucciones a los misioneros de 1665, basada en las instrucciones del Papa Clemente IX, escrita por François Pallu y Pierre Lambert de la Motte.

Monseñor Lambert junto con Pallu fundaron en 1665 - 1666 el seminario general en Ayutthaya, Siam (el Seminario de San José entonces Seminario de los Santos Ángeles en el Colegio General ahora en Penang, Malasia).
En 1670, Monseñor Lambert fue a Tonkín junto con los sacerdotes secularizados Jacques de Bourges y Gabriel Bouchard para establecer una iglesia allí, y creó la congregación de los Amantes de la Santa Cruz (Amantes de la Croix de Jésus-Christ).
El 23 de julio de 1677, después de 12 años en Siam, Monseñor Lambert fue a la Cochinchina a tomar posesión de su sede.
Pronto regresó a Siam, en donde murió en 1679, en la capital Ayutthaya.